# Gare de Chazay - Marcilly
Gare de Chazay - Marcilly vasútállomás Franciaországban, Marcilly-d'Azergues településen.

## Vasútvonalak
Az állomást az alábbi vasútvonalak érintik:
- Coteau–Saint-Germain-au-Mont-d'Or-vasútvonal

## Kapcsolódó állomások
A vasútállomáshoz az alábbi állomások vannak a legközelebb:
- Gare de Lozanne
- Gare de Saint-Germain-au-Mont-d’Or